# Ali Al-Badwawi
Ali Hamad Madhad Saif Al Badwawi (arabisk: على حمد البدواوي; født 22. december 1972 i Dubai) er en emiratisk fodbolddommer. Han har dømt internationalt under det internationale fodboldforbund FIFA siden 2005. Ved, siden af karrieren arbejder han som oberstløjtnant indenfor politiet

## Kampe
- AFC Asian Cup 2007 (3 kampe)
- AFC Asian Cup 2011 (3 kampe)
- U/17 VM 2011

## Kampe med danske hold
- Den 20. juli 2011: Gruppespil i U/17 VM 2011: Danmark U17 – Brasilien U17 0-3.